# Bibliographie sur la crise de 2008
Cet article présente une bibliographie sur la crise financière de 2008 et ses conséquences. Elle concerne notamment les pages crise financière mondiale de 2007-2008, crise des subprimes, grande récession de 2008 et crise de la dette dans la zone euro. Elle est divisée par types de documents.
La première partie liste les rapports officiels issus d'enquêtes parlementaires, administratives, judiciaires, ainsi que des analyses de grandes organisations comme le FMI ou l'OCDE... La seconde correspond à des témoignages publiés a posteriori par des hauts responsables au moment de la crise qu'ils ont eu à affronter. La troisième inclut les livres écrits par des professeurs universitaires. La quatrième des livres écrits principalement par des journalistes ou des experts.
Pour tous les documents pour lesquels cela a été possible, une recension est présentée en note, afin d'évaluer la qualité de la référence.

## Rapports officiels

### États-Unis
- (en) Financial Crisis Inquiry Commission, The Financial Crisis Inquiry Report : Final Report of the National Commission on the Causes of the Financial and Economic Crisis in the United States, janvier 2011 (lire en ligne )
- (en) Carl Levin (dir.) et Tom Coburn (dir.), Permanent subcommittee on investigations, Wall Street and the Financial Crisis: Anatomy of a Financial Collapse : Majority and minority staff report, United States Senate, avril 2011

## Témoignages et analyses de hauts responsables administratifs et politiques
- (en) Sheila Bair, Bull by the Horns: Fighting to Save Main Street from Wall Street and Wall Street from Itself, Simon and Schuster, 2013 (ISBN 978-1-4516-7249-7)[Recension 1], présidente de la FDIC de juin 2006 à juillet 2011.
- (en) Ben Bernanke, The Federal Reserve and the Financial Crisis, Princeton University Press, 2013 (ISBN 978-0-691-15873-0)[Recension 2], président de la Réserve fédérale entre février 2006 et février 2014.
- (en) Gordon Brown, Beyond the Crash: Overcoming the First Crisis of Globalisation, Simon and Schuster, 7 décembre 2010 (ISBN 978-0-85720-287-1)[Recension 3], premier ministre du Royaume-Uni entre juin 2007 et mai 2010.
- (en) Mervyn King, The End of Alchemy: Money, Banking and the Future of the Global Economy, Little, Brown Book Group, 3 mars 2016 (ISBN 978-1-4087-0612-1)[Recension 4],[Recension 5],[Recension 6], gouverneur de la Banque d'Angleterre entre juillet 2003 et juillet 2013.
- (en) Henry M. Paulson, On the Brink: Inside the Race to Stop the Collapse of the Global Financial System, Grand Central Publishing, 15 février 2011 (ISBN 978-1-4555-0295-0)[Recension 7],[Recension 8], secrétaire du Trésor des États-Unis entre juillet 2006 et janvier 2009.

## Livres académiques
- (en) Mitchel Y. Abolafia, Stewards of the Market: How the Federal Reserve Made Sense of the Financial Crisis, Harvard University Press, 2020 (ISBN 978-0-674-98078-5, lire en ligne)
- (en) Viral V. Acharya, Matthew Richardson, Stijn van Nieuwerburgh et Lawrence J. White, Guaranteed to Fail: Fannie Mae, Freddie Mac, and the Debacle of Mortgage Finance, Princeton University Press, 2011 (ISBN 978-1-4008-3809-7, lire en ligne)
- (en) Anat Admati et Martin Hellwig, The Bankers' New Clothes: What's Wrong with Banking and What to Do about It - Updated Edition, Princeton University Press, 2014 (ISBN 978-1-4008-5119-5, lire en ligne)
- (en) George A. Akerlof et Robert J. Shiller, Animal Spirits: How Human Psychology Drives the Economy, and Why It Matters for Global Capitalism, Princeton University Press, 2010 (ISBN 978-1-4008-3472-3, lire en ligne)
- (en) Martin Neil Baily (dir.) et John B. Taylor (dir.), Across the Great Divide: New Perspectives on the Financial Crisis, Hoover Institution Press, 2014 (ISBN 978-0-8179-1784-5, lire en ligne)
- (en) Laurence M. Ball, The Fed and Lehman Brothers: Setting the Record Straight on a Financial Disaster, Cambridge University Press, 2018 (ISBN 978-1-108-37286-2, lire en ligne)
- (en) William A. Barnett, Getting it Wrong: How Faulty Monetary Statistics Undermine the Fed, the Financial System, and the Economy, MIT Press, 2011 (ISBN 978-0-262-30056-8, lire en ligne)
- (en) Stephen Bell et Andrew Hindmoor, Masters of the Universe, Slaves of the Market, Harvard University Press, 2015 (ISBN 978-0-674-74388-5, lire en ligne)
- (en) Alan S. Blinder, After the Music Stopped: The Financial Crisis, the Response, and the Work Ahead, Penguin Publishing Group, 2013 (ISBN 978-0-14-312448-1, lire en ligne)
- (en) Mike Berry, The Media, the Public and the Great Financial Crisis, Springer, 2019 (ISBN 978-1-137-49973-8, lire en ligne)
- (en) Youssef Cassis et Jean-Jacques van Helten, The Legacy of the Global Financial Crisis, Bloomsbury Publishing, 2021 (ISBN 978-0-7556-2664-9, lire en ligne)
- (en) Barry J. Eichengreen, Hall of Mirrors: The Great Depression, the Great Recession, and the Uses-and Misuses-of History, Oxford University Press, 2015 (ISBN 978-0-19-939200-1, lire en ligne)
- (en) Ewald Engelen, After the Great Complacence: Financial Crisis and the Politics of Reform, OUP Oxford, 2011 (ISBN 978-0-19-958908-1, lire en ligne)
- (en) Neil Fligstein, The Banks Did It: An Anatomy of the Financial Crisis, Harvard University Press, 2021 (ISBN 978-0-674-25901-0, lire en ligne)
- (en) Kenneth R. French, Martin N. Baily, John Y. Campbell et John H. Cochrane, The Squam Lake Report: Fixing the Financial System, Princeton University Press, 2010 (ISBN 978-1-4008-3580-5, lire en ligne)
- (en) James K. Galbraith, Inequality and Instability: A Study of the World Economy Just Before the Great Crisis, Oxford University Press, 2012 (ISBN 978-0-19-985566-7, lire en ligne)
- (en) James K. Galbraith, The End of Normal: The Great Crisis and the Future of Growth, Simon and Schuster, 2015 (ISBN 978-1-4516-4493-7, lire en ligne)
- (en) Timothy F. Geithner, Stress Test: Reflections on Financial Crises, Crown, 2014 (ISBN 978-0-8041-3860-4, lire en ligne)
- (en) Gary B. Gorton, Misunderstanding Financial Crises: Why We Don't See Them Coming, OUP USA, 2012 (ISBN 978-0-19-992290-1, lire en ligne)
- (en) Gary B. Gorton, Slapped by the Invisible Hand: The Panic of 2007, Oxford University Press, 2010 (ISBN 978-0-19-974211-0, lire en ligne)
- (en) Eric Helleiner, The Status Quo Crisis: Global Financial Governance After the 2008 Meltdown, Oxford University Press, 2014 (ISBN 978-0-19-997364-4, lire en ligne)
- (en) Eric Helleiner (dir.), Stefano Pagliari (dir.) et Hubert Zimmermann (dir.), Global Finance in Crisis: The Politics of International Regulatory Change, Routledge, 2010 (ISBN 978-1-135-15762-3, lire en ligne)
- (en) Simon Johnson et James Kwak, 13 Bankers: The Wall Street Takeover and the Next Financial Meltdown, Knopf Doubleday Publishing Group, 2010 (ISBN 978-0-307-37922-1, lire en ligne)
- (en) David Llewellyn-Smith et Ross Garnaut, Great Crash Of 2008, Melbourne Univ. Publishing, 2009 (ISBN 978-0-522-86001-6, lire en ligne)
- (en) Michael Lounsbury et Paul M. Hirsch, Markets On Trial: The Economic Sociology of the U.S. Financial Crisis, Emerald Group Publishing, 2010 (ISBN 978-0-85724-207-5, lire en ligne)
- (en) Hanspeter Kriesi, Jasmine Lorenzini, Bruno Wüest et Silja Hausermann, Contention in Times of Crisis: Recession and Political Protest in Thirty European Countries, Cambridge University Press, 2020 (ISBN 978-1-108-83511-4, lire en ligne)
- (en) Paul Krugman, The Return of Depression Economics and the Crisis of 2008, W. W. Norton & Company, 2009 (ISBN 978-0-393-07120-7, lire en ligne)
- (en) Paul Langley, Liquidity Lost: The Governance of the Global Financial Crisis, OUP Oxford, 2014 (ISBN 978-0-19-150673-4, lire en ligne)
- (en) Justin Yifu Lin, Against the Consensus: Reflections on the Great Recession, Cambridge University Press, 2013 (ISBN 978-1-107-29267-3, lire en ligne)
- (en) Johan A. Lybeck, A Global History of the Financial Crash of 2007–10, Cambridge University Press, 2011 (ISBN 978-1-107-01149-6, lire en ligne)
- (en) Lev Menand, The Fed Unbound: Central Banking in a Time of Crisis, Columbia Global Reports, 2022, 176 p.
- (en) Atif Mian et Amir Sufi, House of Debt: How They (and You) Caused the Great Recession, and How We Can Prevent It from Happening Again, University of Chicago Press, 2015 (ISBN 978-0-226-27750-9, lire en ligne)
- (en) Philip Mirowski, Never Let a Serious Crisis Go to Waste: How Neoliberalism Survived the Financial Meltdown, Verso Books, 2014 (ISBN 978-1-78168-302-6, lire en ligne)
- (en) Daniel Mügge, Europe’s Place in Global Financial Governance after the Crisis, Londres, Routledge, 2015, 128 p. (ISBN 9781315753669, DOI 10.4324/9781315753669)
- (en) Stefán Ólafsson, Mary Daly, Olli Kangas et Joakim Palme, Welfare and the Great Recession: A Comparative Study, Oxford University Press, 2019 (ISBN 978-0-19-256666-9, lire en ligne)
- (en) Leo Panitch, Sam Gindin et Greg Albo, In and Out of Crisis: The Global Financial Meltdown and Left Alternatives, PM Press, 2010 (ISBN 978-1-60486-347-5, lire en ligne)
- (en) Raghuram G. Rajan, Fault Lines: How Hidden Fractures Still Threaten the World Economy, Princeton University Press, 2011 (ISBN 978-1-4008-3980-3, lire en ligne)
- (en) Carmen M. Reinhart et Kenneth S. Rogoff, This Time Is Different: Eight Centuries of Financial Folly, Princeton University Press, 2011 (ISBN 978-0-691-15264-6, lire en ligne)
- (en) Nouriel Roubini et Stephen Mihm, Crisis Economics: A Crash Course in the Future of Finance, Penguin, 2010 (ISBN 978-1-101-42742-2, lire en ligne)
- (en) Robert J. Shiller, The Subprime Solution: How Today's Global Financial Crisis Happened, and What to Do about It, Princeton University Press, 2008 (ISBN 978-1-4008-2927-9, lire en ligne)
- (en) Joseph E. Stiglitz, Freefall: America, Free Markets, and the Sinking of the World Economy, W. W. Norton & Company, 2010 (ISBN 978-0-393-07707-0, lire en ligne)
- (en) Jennifer Taub, Other People's Houses: How Decades of Bailouts, Captive Regulators, and Toxic Bankers Made Home Mortgages a Thrilling Business, Yale University Press, 2014 (ISBN 978-0-300-20694-4, lire en ligne)
- (en) Adam Tooze, Crashed: How a Decade of Financial Crises Changed the World, Penguin, 2019 (ISBN 978-0-14-311035-4, lire en ligne)
- (en) Robert M. Whaples, The Economic Crisis in Retrospect: Explanations by Great Economists, Edward Elgar Publishing, 2013 (ISBN 978-1-78254-533-0, lire en ligne)
- (en) Barrie A. Wigmore, The Financial Crisis of 2008: A History of US Financial Markets 2000–2012, Cambridge University Press, 2021 (ISBN 978-1-108-94380-2, lire en ligne)
- (en) Carol Wise, Leslie Elliott Armijo et Saori N. Katada, Unexpected Outcomes: How Emerging Economies Survived the Global Financial Crisis, Brookings Institution Press, 2015 (ISBN 978-0-8157-2477-3, lire en ligne)

## Livres écrits par des journalistes, des experts et des praticiens
Remarque : les commentaires sont tous fondés sur les présentations des articles par l'éditeur.
- (en) Neil Barofsky, Bailout: An Inside Account of How Washington Abandoned Main Street While Rescuing Wall Street, Simon and Schuster, 2012 (ISBN 978-1-4516-8494-0, lire en ligne), une critique du programme de renflouement Troubled Asset Relief Program par un ancien procureur qui dénonce la corruption du personnel politique.
- (en) William D. Cohan, House of Cards: A Tale of Hubris and Wretched Excess on Wall Street, Knopf Doubleday Publishing Group, 2009 (ISBN 978-0-385-53046-0, lire en ligne), par un ex-banquier et journaliste-écrivain qui relate l'histoire de Bear Stearns de 1923 à son rachat par J.P. Morgan en 2008, en décrivant les intrigues de pouvoir autour de ses dirigeants et de leurs ambitions.
- (en) Greg Farrell, Crash of the Titans: Greed, Hubris, the Fall of Merrill Lynch, and the Near-Collapse of Bank of America, Crown, 2010 (ISBN 978-0-307-71788-7, lire en ligne), une enquête sur les hauts responsables de Merrill Lynch.
- (en) Charles H. Ferguson, Predator Nation: Corporate Criminals, Political Corruption, and the Hijacking of America, Crown, 2013 (ISBN 978-0-307-95256-1, lire en ligne), le livre compagnon écrit par le réalisateur du documentaire Inside Job qui insiste sur la dérèglementation, le rôle des  principaux oligopoles de la finance américaine et la compromission des élites politico-administratives et universitaires aux États-Unis.
- (en) Rana Foroohar, Makers and Takers: The Rise of Finance and the Fall of American Business, Crown Business, 2016 (ISBN 978-0-553-44723-1, lire en ligne), une journaliste du Financial Times et de CNN qui insiste sur la financiarisation généralisée de l'économie américaine, au-delà de la sphère financière stricto sensu, ce qui favorise la finance au détriment de l'économie réelle et de l'investissement.
- (en) Michael Lewis, The Big Short: Inside the Doomsday Machine, W. W. Norton & Company, 2011 (ISBN 978-0-393-07819-0, lire en ligne), une enquête célèbre d'un journaliste financier qui a donné lieu au film du même nom, à propos d'un hedge fund qui a parié sur la crise des subprime.
- (en) Michael Lewis, Boomerang: Travels in the New Third World, W. W. Norton & Company, 2011 (ISBN 978-0-393-08181-7, lire en ligne), une enquête du même auteur sur la bulle immobilière dans plusieurs pays du monde.
- (en) Roger Lowenstein, The End of Wall Street, Penguin, 2010 (ISBN 978-1-101-19769-1, lire en ligne), un ancien reporter du Wall Street Journal qui propose un grand récit de la crise, à partir d'interviews de hauts responsables du privé et du public.
- (en) Lawrence G. McDonald et Patrick Robinson, A Colossal Failure of Common Sense: The Inside Story of the Collapse of Lehman Brothers, Crown, 2010 (ISBN 978-0-307-58835-7, lire en ligne), co-écrit par un ancien cadre de Lehman Brothers.
- (en) Bethany McLean et Joe Nocera, All the Devils Are Here: The Hidden History of the Financial Crisis, Penguin, 2011 (ISBN 978-1-101-55105-9, lire en ligne), une enquête sur les motivations d'une pluralité d'acteurs hauts placés qui ont conduit à la crise, co-écrit par une journaliste connue pour avoir anticipé le scandale Enron et écrit ensuite un livre de référence sur l'affaire.
- (en) Bethany McLean, Shaky Ground: The Strange Saga of the U.S. Mortgage Giants, Columbia Global Reports, 2015, 160 p., par la même journaliste.
- (en) Gretchen Morgenson et Joshua Rosner, Reckless Endangerment: How Outsized Ambition, Greed, and Corruption Led to Economic Armageddon, Macmillan, 2011 (ISBN 978-1-4299-6577-4, lire en ligne), co-écrit par une journaliste du New York Times, l'enquête porte sur la responsabilité de Fannie Mae, la complicité de décideurs politiques et de grands financiers et le manque de courage des régulateurs.
- (en) Paul Muolo et Mathew Padilla, Chain of Blame: How Wall Street Caused the Mortgage and Credit Crisis, John Wiley & Sons, 2010 (ISBN 978-1-118-03958-8, lire en ligne), une enquête de deux journalistes pour essayer d'identifier les agents les plus coupables le long de l'industrie des mortgages.
- (en) Scott Patterson, The Quants: How a New Breed of Math Whizzes Conquered Wall Street and Nearly Destroyed It, Crown, 2010 (ISBN 978-0-307-45339-6, lire en ligne), une enquête critique des « quants », comme on appelle les spécialistes de mathématique financière, par un journaliste-écrivain.
- (en) Barry Ritholtz, Bailout Nation: How Greed and Easy Money Corrupted Wall Street and Shook the World Economy, John Wiley & Sons, 2009 (ISBN 978-0-470-53598-1, lire en ligne), synthèse écrite par un blogger connu.
- (en) Robert Scheer, The Great American Stickup: How Reagan Republicans and Clinton Democrats Enriched Wall Street While Mugging Main Street, PublicAffairs, 2010 (ISBN 978-1-56858-434-8, lire en ligne), un journaliste qui traite de, selon lui, la corruption du personnel politique qui aurait conduit à la dérèglementation de la finance.
- (en) Yves Smith, ECONned: How Unenlightened Self Interest Damaged Democracy and Corrupted Capitalism, Macmillan + ORM, 2010 (ISBN 978-0-230-10573-7, lire en ligne), un livre qui met au centre de ses accusations les modèles d'économie financière et leurs promoteurs, par un des créateur du blog Naked Capitalism.
- (en) Andrew Ross Sorkin, Too Big to Fail: The Inside Story of How Wall Street and Washington Fought to Save the Financial System--and Themselves, Penguin, 2010 (ISBN 978-1-101-44324-8, lire en ligne), une enquête du début de la crise au lancement du Troubled Asset Relief Program, par un journaliste financier qui a interrogé des « insiders ».
- (en) Matt Taibbi, Griftopia: Bubble Machines, Vampire Squids, and the Long Con that is Breaking America, Spiegel & Grau, 2010 (ISBN 978-0-385-52995-2, lire en ligne), récit qui commence avant la crise et s'intéresse notamment à l'idéologie libertarienne et son influence sur Alan Greenspan, par un journaliste de Rolling Stone.
- (en) Gillian Tett, Fool's Gold: How the Bold Dream of a Small Tribe at J.P. Morgan Was Corrupted by Wall Street Greed and Unleashed a Catastrophe, Simon and Schuster, 2009 (ISBN 978-1-4391-0075-2, lire en ligne), une journaliste du Financial Times revient, entre autres, sur le rôle de banquiers de J.P. Morgan dans le développement du marché des dérivés de crédit.
- (en) David Wessel, In FED We Trust: Ben Bernanke's War on the Great Panic, Crown, 2009 (ISBN 978-0-307-45970-1, lire en ligne), par un éditorialiste du Wall Street Journal.
- (en) Martin Wolf, The Shifts and the Shocks: What we've learned – and have still to learn – from the financial crisis, Penguin UK, 2014 (ISBN 978-0-7181-9797-1, lire en ligne), un bilan critique par un journaliste important du Financial Times.
- (en) Gregory Zuckerman, The Greatest Trade Ever: The Behind-the-Scenes Story of How John Paulson Defied Wall Street and Made Financial History, Crown, 2009 (ISBN 978-0-385-52993-8, lire en ligne), sur le flair d'un gestionnaire de hedge fund juste avant la crise.